# Park Chung-hee
Park Chung-hee (박정희?, Bak JeonghuiLR; Gumi, 30 settembre o 14 novembre 1917 – Seul, 26 ottobre 1979) è stato un politico, generale e dittatore sudcoreano.
Terzo presidente della Corea del Sud dal 17 dicembre 1963 al 26 ottobre 1979, quando venne assassinato dal suo amico Kim Jae-gyu, presidente del National Intelligence Service e capo del suo servizio di sicurezza. 
Salito al potere nel 1961 con un colpo di Stato militare, è considerato una delle figure più controverse nella storia della Corea del Sud: annoverato da alcuni fra gli artefici della trasformazione del Paese in grande potenza economica, è oggetto di critica per il regime autoritario e repressivo da lui instaurato soprattutto a partire dal 1971, caratterizzato dalla messa al bando di ogni forma di opposizione e dalla negazione dei diritti civili e politici. Nel 1999 è stato nominato fra i 100 asiatici più importanti del secolo dalla rivista Time.

## Infanzia e formazione
Park nacque il 30 settembre o il 14 novembre 1917 a Gumi, nel Gyeongsang settentrionale in Corea, durante l'occupazione giapponese. Figlio di Park Dung-bin e Bek Nam-eui, era il più giovane di cinque fratelli e due sorelle di una povera famiglia appartenente alla classe sociale dei Yangban.
I suoi anni di formazione coincidono con l'invasione giapponese della Manciuria nel 1931 e con il successivo scoppio della seconda guerra sino-giapponese nel 1937. In questo periodo Park vince l'ammissione ad una scuola per la formazione di insegnanti a Taegu e dopo essersi diplomato nel 1937, lavora come insegnante di scuola elementare a Mungyeong. All'età di 23 anni abbandona questo lavoro e parte per la Manciuria per intraprendere la carriera militare.

## Carriera militare

### Manciukuò
Nel 1940 Park si iscrive all'Accademia dell'Esercito imperiale del Manciukuò, uno Stato fantoccio filo-giapponese corrispondente alle attuali regioni del nordest della Cina e della Mongolia interna, a capo del quale governò dal 1931 al 1945 Pu Yi, l'ultimo imperatore cinese della dinastia Qing. Completa gli studi con il massimo dei voti, e viene selezionato per i corsi di ufficiale presso l'Accademia dell'Esercito imperiale giapponese a Tokyo. Durante questo periodo assume il nome giapponese Takagi Masao (高木正雄?). 
Nel 1944, dopo essersi laureato, diventa Tenente presso l'Esercito imperiale del Manciukuò e presta servizio nelle fasi finali della Seconda guerra mondiale come aiutante di campo nell'armata del Kwantung. Cambia nuovamente il suo nome in Okamoto Minoru (岡本実?) per facilitare le sue attività di spionaggio contro i guerriglieri coreani che operano nella regione.
L'esperienza maturata presso la scuola militare giapponese in Manciuria (1940-1942), l'Accademia militare giapponese (1942-1944), il successivo servizio nell'esercito mancese (1944-1945) e il programma giapponese di sviluppo economico realizzato in questa regione, influenzeranno notevolmente il suo pensiero e le sue scelte di politica economica quando diventerà Presidente della Corea del Sud.

### Ritorno in Corea
Tornato in Corea dopo la sconfitta del Giappone nella Seconda Guerra Mondiale, Park si iscrive all'Accademia Militare di Corea. Si diploma nel 1946 (uno dei suoi compagni di classe era Kim Jae-gyu, amico e poi suo assassino) e diventa Ufficiale dell'esercito sotto il Governo militare degli Stati Uniti in Corea del Sud.
Nel novembre 1948 Syngman Rhee, primo Presidente della Corea del Sud, fa arrestare Park con l'accusa di aver guidato una cellula comunista nel corpo di polizia coreano. Condannato a morte dal tribunale militare, viene poi graziato grazie al sostegno ricevuto da ufficiali di alto rango, come l'eroe di guerra Paik Sun-yup, che aveva fatto parte, come Park, dell'Esercito Imperiale del Manchukuo e dell'armata del Kwantung. Altre fonti collegano la grazia ricevuta alla collaborazione offerta da Park alle autorità nella denuncia dei suoi compagni comunisti.
Espulso dall'esercito senza onori, ne verrà poi reintegrato durante la Guerra di Corea (1950-1953), e sempre grazie all'aiuto di Paik Sun-Yup, otterrà la carica di maggiore, tenente colonnello nel settembre 1950 e colonnello nell'aprile 1951.
La fine della guerra di Corea nel 1953 segnò l'inizio della moderna alleanza tra Corea del Sud e gli Stati Uniti, ratificata con un Trattato di difesa reciproca. La United States Forces Korea (USFK) di stanza nella penisola permise agli Stati Uniti di affermare e mantenere la propria influenza geopolitica in Asia orientale.

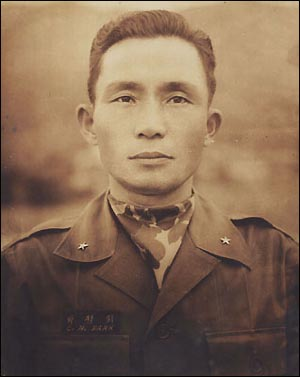
Park come generale di brigata sudcoreano nel 1957.

Nel 1953, dopo la firma dell'armistizio di Panmunjeom, Park venne scelto per un addestramento di sei mesi presso Fort Sill, una base dell'esercito degli Stati Uniti in Oklahoma. Di ritorno in Corea, scalò rapidamente la gerarchia militare. Nel 1958 venne promosso maggior generale e nel 1960 Capo di Stato Maggiore dell'esercito della Corea del Sud e Vice Comandante della Seconda Armata, diventando una delle più potenti e influenti figure militari.

### Ascesa al potere
Il 25 aprile del 1960 una rivolta guidata da un movimento di studenti e operai denominato la Rivoluzione d'aprile portò alle dimissioni del primo Presidente della Corea del Sud, Syngman Rhee.
Il nuovo governo che si insediò nell'agosto 1960 durò solo pochi mesi. Yun Bo-seon, ex braccio destro del Presidente deposto e fondatore del Partito Democratico nel 1955, rimase un leader di facciata. Il potere era nelle mani del primo ministro Chang Myon, in quanto la Seconda Repubblica adottò un sistema parlamentare e non più presidenziale. Non si riuscì però a trovare un accordo sulla composizione del governo, i cui componenti cambiarono tre volte in cinque mesi. Il paese da tempo stava attraversando un grave periodo di crisi economica, causata da un decennio di cattiva amministrazione e corruzione sotto la presidenza di Rhee, e le tensioni sociali non si placavano.
L'esercito coreano era allora uno dei più grandi del mondo, costituito da circa 600.000 soldati. Sottoposto nel corso degli ultimi decenni a una duplice influenza esterna, aveva unito la filosofia militare giapponese allo spirito statunitense di efficienza tecnica, la missione di difendere il paese dall'aggressione comunista a quella della costruzione di una nazione moderna. Al suo interno si erano formate diverse fazioni, connotate dall'appartenenza generazionale (i giovani riformisti ritenevano gli ufficiali anziani corrotti dai partiti politici, e responsabili della scarse opportunità di carriera rimaste nell'esercito) e dal luogo in cui era avvenuta la formazione militare: alcuni ufficiali avevano conseguito la laurea all'Accademia militare giapponese, altri a Xinjing in Manciuria, altri infine, dopo la seconda guerra mondiale, all'Accademia militare di Corea..
Park si era formato all'interno di tutte e tre queste istituzioni, aveva legami con alti comandanti, ufficiali e sottufficiali, e si trovò quindi in una posizione unica per guidare la coalizione militare che organizzò il colpo di Stato militare del 16 maggio 1961 (Hangul: 5.16 군사 정변; Hanja: 五一六軍事政變; RR: O-illyuk Gunsa-jeongbyeon) che pose fine alla seconda Repubblica di Corea.

### Il colpo di Stato
Il 16 maggio 1961, a capo di 250 ufficiali e 3.600 soldati, il generale di brigata Park Chung-Hee organizzò l'occupazione militare della sede centrale dell'esercito, della residenza presidenziale e degli edifici amministrativi del governo. I rivoltosi incontrarono scarsa resistenza da parte di polizia ed esercito; si registreranno solo alcuni brevi conflitti a fuoco con la polizia militare lealista di guardia al ponte sul fiume Han. Nello stesso giorno, un annuncio televisivo informò la popolazione che il governo era nelle mani di un Comitato militare rivoluzionario, di cui venivano dichiarati gli obbiettivi politici: l'anticomunismo, il rafforzamento delle relazioni con gli Stati Uniti, l'eliminazione della corruzione politica, lo sviluppo di un'economia nazionale autonoma, l'unificazione della Corea, un militarismo ispirato al Giappone degli anni '30 e la rimozione dei politici allora al governo. 
A tre giorni dal golpe, il Primo ministro Chang Mijon annunciò le dimissioni di tutto il governo, mentre il presidente Yun Bo-seon accettò il colpo di Stato come un fatto compiuto, restando nominalmente in carica fino al 1963. Il 20 maggio il Comitato militare rivoluzionario venne rinominato Consiglio supremo per la ricostruzione nazionale. Formato dagli ufficiali che avevano prestato supporto o avevano direttamente partecipato al colpo di stato, supervisionerà il governo della Corea del Sud dal 16 maggio 1961 fino all'avvento della Terza Repubblica della Corea del Sud nel 1963. Il Consiglio sarà inizialmente presieduto dal Generale Chang Do-yong, e dopo il suo arresto il 3 luglio, con l'accusa di attività antirivoluzionaria, da Park Chung-hee, vero regista del golpe.
Il paese era ora uno dei più poveri del mondo, economicamente superato dalla Corea del Nord, e la stragrande maggioranza della popolazione viveva in una povertà abietta. Park ha iniziato a epurare le istituzioni altamente corrotte del paese.
il 13 giugno 1961 il Consiglio approverà la creazione della Korean Central Intelligence Agency (KCIA) (중앙 정보부) al fine di supervisionare e coordinare le attività di intelligence interne e internazionali. Direttore dell'agenzia viene nominato Kim Jong-pil, laureatosi nel 1949 all'Accademia Militare di Corea, nipote di Park e uno dei pianificatori del colpo di stato del 16 maggio 1961. La KCIA rappresenterà la base del rafforzamento del potere di Park, e lo strumento con cui potrà effettuare ampie purghe nelle istituzioni civili e fra gli oppositori.
Il 27 luglio 1961 il segretario di Stato Usa Dean Rusk in una conferenza stampa annunciò il riconoscimento del governo del Consiglio Supremo per la ricostruzione nazionale da parte degli Stati Uniti. A metà novembre Park sarà invitato alla Casa Bianca per una visita di Stato.
Diventato presidente provvisorio dopo le dimissioni di Yun, su pressione dell'amministrazione Kennedy, Park adotterà una nuova Costituzione e indirà le elezioni presidenziali nel mese di ottobre 1963.
Presentatosi come candidato del nuovo partito Repubblicano Democratico, riuscirà a battere l'ex presidente Yun per soli 156,000 voti, ossia con un margine dell'1,5%.
Verrà eletto nuovamente presidente 4 volte: nel 1967, 1971, 1972 e 1978.

## Leader della Corea del Sud

### Politica estera
Durante il 1964 Park avviò il processo di normalizzazione dei rapporti con il Giappone, provocando manifestazioni di protesta a Seoul, a cui rispose imponendo la legge marziale fino al ristabilimento della normalità. Il trattato con il Giappone sottoscritto nel giugno 1965 prevedeva la stipula di prestiti agevolati da parte del Giappone e l'aumento degli scambi commerciali e degli investimenti tra i due paesi: gli aiuti economici ammontarono a 800 milioni di dollari.
Nel luglio 1966 la Corea del Sud e gli Stati Uniti, sulla base del Trattato di Mutua Difesa sottoscritto nel 1953, firmarono un Accordo sullo status delle forze armate degli USA nella Repubblica di Corea (Hangul : 주한 미군 지위 협정 ; Hanja : 駐韓美軍地位協定 , SOFA), ritenuto da alcuni l'affermazione di un più equo rapporto fra i due partner, da altri valutato come ingiustamente favorevole per gli Stati Uniti.

#### Guerra del Vietnam
Durante la sua visita di Stato presso la Casa Bianca nel novembre 1961, pochi mesi dopo il colpo di stato militare, Park aveva stupito l'amministrazione Kennedy avanzando un'offerta non richiesta: schierare truppe da combattimento coreane in Vietnam a sostegno degli interessi statunitensi in cambio di un aumento degli aiuti economici alla Corea per l'anno successivo. In quell'occasione aveva ricevuto una tiepida risposta, ma nel novembre 1963, dopo la morte del dittatore vietnamita Ngô Đình Diệm e del Presidente Kennedy, l'amministrazione Johnson fu molto più solerte nell'accettare la proposta.
Tra il 1964 e il 1973, Park inviò 326 000 soldati e 100 000 civili a combattere a fianco degli USA della Guerra del Vietnam, un impegno militare secondo solo a quello degli Stati Uniti.
Tale scelta venne motivata con la volontà di rafforzare l'alleanza militare con gli americani, di impedire l'ulteriore diffusione del comunismo nell'Asia orientale e di migliorare la posizione del paese all'interno del contesto internazionale.
Nel gennaio 1965 Park annunciò che era giunta l'ora per la Corea del Sud di uscire da un ruolo passivo di richiesta di aiuti o di assoggettamento alle azioni intentate da altri, e di "assumere un ruolo attivo di responsabilità sulle principali questioni internazionali". L'intervento militare della Corea del Sud nella guerra del Vietnam fu ampiamente finanziato dagli Stati Uniti, che si fecero carico del pagamento degli stipendi dei militari coreani, inviando le provvigioni direttamente al governo sudcoreano. In cambio dell'impegno di truppe, la Corea ricevette inoltre decine di miliardi di dollari in sovvenzioni, prestiti, trasferimenti di tecnologia e trattamenti di favore nei mercati commerciali, tutti forniti dalle amministrazioni dei presidenti Lyndon B. Johnson e Richard Nixon.

#### Corea del Nord
Park supervisionò le transazioni tra le due Coree, dal conflitto al consolidamento. A partire dall'ottobre 1964, la Corea del Nord aumentò l'attività di spionaggio e di propaganda al Sud. Più di 30 soldati e almeno 10 civili sudcoreani furono uccisi in scontri con infiltrati nordcoreani. Nell'ottobre 1966, Park ordinò all'esercito di organizzare un attacco di rappresaglia senza cercare l'approvazione del generale Charles Bonesteel, comandante delle forze armate americane di stanza in Sud Corea. Questa azione provocò delle tensioni tra il governo di Park e l'autorità americana, che desiderava evitare violazioni dell'armistizio.
Tra il 1966 e il 1969 si intensificarono gli scontri sulla zona demilitarizzata tra le due Coree. Gli scontri armati di basso livello avvenuti in questo periodo tra Corea del Nord, Corea del Sud e Stati Uniti, conosciuti anche come Seconda Guerra di Corea, rispondevano all'obbiettivo del leader nordcoreano Kim Il-sung di indebolire il governo di Park, il cui esercito era in parte impegnato nella guerra del Vietnam, con azioni dirette contro le truppe americane. Una riconsiderazione americana del proprio impegno a fianco della Corea del Sud avrebbe permesso alla Corea del Nord di ottenere maggiori risultati, specie nel caso di avvio di un'insurrezione lungo i suoi confini.

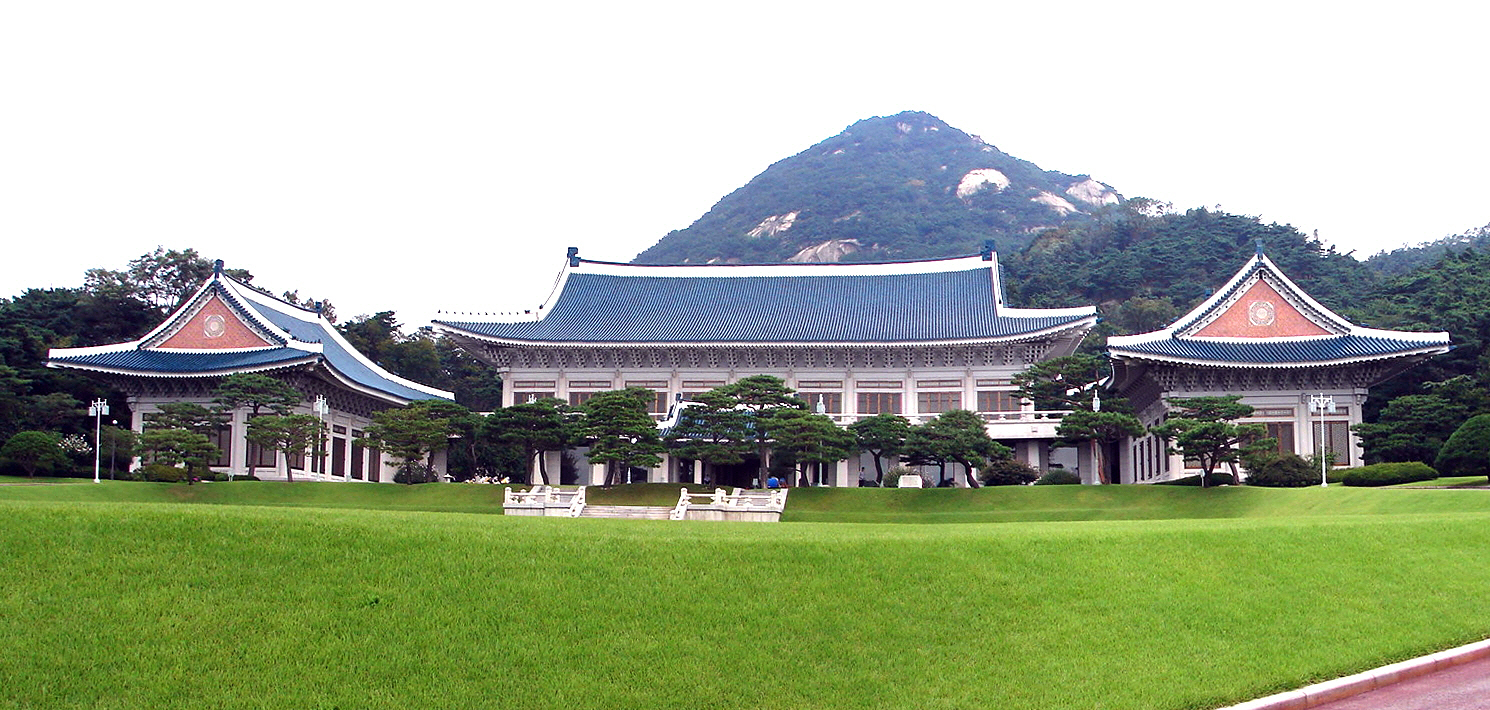
Casa Blu (Cheongwadae)

Il 21 gennaio 1968, l'unità 124 delle forze speciali dell'esercito nordcoreano formata da 31 uomini tentò, senza successo, di assassinare Park. Gli attentatori, fermati ad appena 800 metri dalla residenza del Presidente (Casa Blu, 청와대?, CheongwadaeLR) da una pattuglia di polizia, furono tutti catturati o uccisi, tranne due. In risposta al tentato assassinio, Park organizzò l'unità 684 - un distaccamento della ROK Air Force costituito da 31 civili - a cui venne assegnato il compito di eliminare Kim Il-sung. Anche a seguito di un miglioramento delle relazioni intra-coreane, la missione dell'unità venne annullata, e il nucleo operativo smobilitato tre anni dopo, nel 1971.
Nonostante il perdurare dell'ostilità, continuarono le negoziazioni riguardanti la riunificazione tra Nord e Sud. Il 4 luglio 1972 entrambi i paesi rilasciarono una dichiarazione specificando che la riunificazione doveva essere raggiunta internamente, senza fare affidamento su forze o interferenze esterne, che il processo doveva essere realizzato pacificamente, senza l'intervento militare, e che le parti avrebbero promosso l'unità nazionale come un popolo unito al di là delle differenze ideologiche e di sistema politico.
Il 15 agosto 1974 Park stava tenendo un discorso al Teatro Nazionale a Seul durante la cerimonia del 29º anniversario della fine del dominio coloniale, quando un uomo di nome Mun Se-gwang sparò cercando di ucciderlo. L'attentatore, nato in Giappone e simpatizzante della Corea del Nord, mancò Park, ma un proiettile colpì la moglie di Park e altre persone sul palco. Park continuò il suo discorso mentre la moglie ferita veniva portata via. Il giorno successivo Yuk Young-soo morì. Mun venne impiccato quattro mesi dopo nella prigione di Seul. Durante il primo anniversario della morte della moglie, Park scrisse sul suo diario: "Mi sono sentito come se avessi perso tutto nel mondo. Tutte le cose sono diventate un peso e ho perso il mio coraggio e la volontà. Un anno è passato da allora. E durante quell'anno ho pianto da solo in segreto troppe volte per contarle".

### Politica economica
A Park è attribuito un ruolo fondamentale nello sviluppo dell'economia del paese basata sull'industrializzazione orientata all'esportazione. Quando prese il potere nel 1961, il reddito pro capite in Corea del Sud era di soli 72 dollari. Fino alla metà degli anni '70 la Corea del Nord vantava un'economia più sviluppata rispetto al sud. Negli anni '40, quando Park aveva svolto il servizio di ufficiale nell'esercito imperiale del Manchukuo, aveva assistito alle scelte di programmazione economica intraprese dai giapponesi nei territori occupati, rivolte principalmente all'investimento in infrastrutture e industria pesante. A poche settimane dal colpo di stato da lui diretto il 16 maggio del 1961, mise a punto un piano quinquennale di interventi per lo sviluppo economico che prevedeva per la sua realizzazione l'infusione di grandi capitali esteri. Ottenne tecnologia e prestiti favorevoli normalizzando i rapporti diplomatici con il Giappone nel 1965. L'aiuto degli Stati Uniti gli permise di avviare lo sviluppo dell'industria pesante e delle infrastrutture. Uno dei primi progetti del regime fu l'autostrada Seoul-Pusan.
L'industria sudcoreana vide notevoli sviluppi sotto la guida di Park. Il governo e le aziende cooperarono per aumentare le esportazioni della Corea del Sud, contribuendo alla crescita di alcune imprese sul modello dei chaebol (재벌), enormi conglomerati finanziari a controllo familiare. Per contrastare il divario tra l'economia urbana e quella rurale, il presidente Park avviò una politica di ammodernamento delle campagne, conosciuta come movimento del Saemaŭl (새마을운동). Park creò anche agenzie per lo sviluppo economico: Consiglio di pianificazione economica (Economic Planning Board) Ministero dell'industria e del commercio (Ministry of Trade and Industry) Ministero delle finanze (Ministry of Finance) Ma lo sviluppo economico della Corea del Sud continua con grandi sacrifici per la classe operaia: il governo non riconosce un salario minimo o permessi settimanali, impone periodi di lavoro gratuito a beneficio della classe operaia e i giorni lavorativi sono di 12 ore. Inoltre, sono vietate le azioni sindacali e collettive dei lavoratori.
La Corea ha applicato un rigoroso protezionismo sia alla sua produzione agricola (divieto di importazione del riso) che a quella industriale. Inoltre, lo stato ha preso possesso di tutto il sistema finanziario e ha preso in prestito molto poco sui mercati internazionali. Sotto il suo governo, abbiamo visto lo sviluppo dei chaebol, aziende familiari sostenute dallo stato il cui sistema è simile a quello degli zaibatsu giapponesi. Queste aziende includono Hyundai, LG e Samsung.
Gli aiuti economici statunitensi hanno portato a scandali di corruzione rivelatisi negli anni '70: molti parlamentari, giornalisti, accademici e membri dell'amministrazione statunitense hanno preso tangenti dal regime sudcoreano per aumentare questi aiuti e difendere l'immagine del regime sudcoreano agli occhi dell'opinione pubblica. Anche le società private statunitensi, in particolare nel settore petrolifero, hanno contribuito al finanziamento delle autorità sudcoreane in cambio di contratti (Gulf Oil ha speso 4 milioni di dollari per la rielezione di Park Chung-hee nel 1967).

### Politica interna
Park aveva promesso che dopo aver ottenuto nuovamente la carica per la seconda volta nel 1967 si sarebbe dimesso nel 1971, conformemente alla Costituzione del 1963 che prevedeva il limite di due mandati consecutivi. Tuttavia, subito dopo la sua vittoria elettorale nel 1967, l'Assemblea Nazionale, dominata dai suoi alleati del Partito Repubblicano Democratico, attraverso un emendamento concesse al presidente in carica di concorrere per tre mandati consecutivi.
Il cambiamento di rotta della politica americana in Indocina, in particolare nei confronti del conflitto vietnamita, esplicitata con il discorso di Guam nel luglio 1969 da parte del Presidente Nixon, diventò motivo di preoccupazione per Park. A seguito della pressione dell'opinione pubblica e dei movimenti pacifisti contro l'intervento militare in Vietnam, e delle difficoltà economiche aggravate dall'impegno militare in questo paese, l'amministrazione USA intendeva infatti perseguire una politica di più basso profilo nell'area asiatica, e di progressivo disimpegno. Park riteneva che ogni cambiamento della politica degli alleati della Corea del Sud, inclusi gli Stati Uniti, minacciasse le basi del suo governo, e cercò quindi di rafforzare ulteriormente all'interno del paese il suo potere politico.
Nel 1971 vinse nuovamente le elezioni contro il rivale Kim Dae-jung e poco dopo essere stato nominato presidente, dichiarò lo stato di emergenza "basato sulle realtà pericolose della situazione interna". Nell'ottobre 1972, prendendo a modello il Presidente delle Filippine Ferdinando Marcos, che aveva messo in atto una sorta di auto-colpo di stato alcune settimane prima, sciolse l'Assemblea Nazionale e sospese la Costituzione del 1963.
La nuova Costituzione, la cosiddetta costituzione Yushin, (hangul: 유신 헌법, hanja: 維新憲法, Yusin Hŏnpŏp) venne ratificata da un referendum popolare il 21 novembre 1972 (gli atti ufficiali riportano il 92.3% di consensi), dando vita alla Quarta Repubblica di Corea (hangŭl: 제4공화국, hanja: 第四共和國).
La nuova costituzione rappresentava una svolta in senso autoritario e centralizzatore. Trasferiva il processo elettorale presidenziale a un collegio elettorale chiamato Conferenza Nazionale per l'Unificazione. Ampliava i poteri del Presidente che aveva la possibilità di nominare i giudici, incluso il Presidente della Corte Suprema, e un terzo dell'Assemblea Nazionale. Ne aumentava il mandato da 4 a 6 anni, senza limiti di rielezione. Accentrava il potere nelle mani dell'esecutivo, permettendo ampio ricorso alla decretazione. Sospendeva le libertà costituzionali.
A partire dal significato del termine Yushin (“rinnovamento” o "restaurazione", in riferimento al termine giapponese 明治維新, "meiji-ishin"), gli studiosi ritengono che Park intendesse autorappresentarsi come un leader autocratico, un "presidente imperiale", ispirandosi al periodo del rinnovamento Meiji in Giappone.
Per tutti gli intenti e gli obiettivi, la presidenza di Park divenne una dittatura legalizzata. Alle elezioni del 1972 e 1978 venne eletto senza oppositori.

### Ultimi anni
La crescita dell'economia nella Corea del Sud iniziò a rallentare all'inizio degli anni '70. Molti sudcoreani iniziavano a nutrire insoddisfazione nei confronti del governo, dei servizi segreti e delle restrizioni sulle libertà personali. Park legittimò la sua amministrazione attraverso disposizioni stabilite dalle leggi dello stato di emergenza risalenti alla Guerra di Corea, omettendo di emanare le garanzie costituzionali di libertà di parola e di stampa. I servizi segreti, la KCIA, mantenevano ampi poteri di arresto e detenzione; molti oppositori venivano trattenuti senza un processo e spesso torturati.
Sul finire degli anni '70 scoppiarono manifestazioni contro il sistema Yushin in tutto il paese e Park iniziò a perdere popolarità.
Tra il 16 e 20 ottobre 1979 ebbero luogo delle grandi manifestazioni di protesta a Busan e Masan (attuale Changwon), conosciute come proteste democratiche Bu-Ma ( Hangŭl: 부마 민주 항쟁 ; Hanja: 釜馬民主抗爭 ; RR: Buma Minju Hangjaeng ; o Hangŭl: 부마 민중 항쟁 ; Hanja: 釜馬民衆抗爭 ; RR: Buma Minjung Hangjaeng ).
Le proteste presero avvio il 16 ottobre dall'Università di Busan, dove gli studenti si scontrarono con le squadre antisommossa. Entro sera più di 50.000 persone si raccolsero davanti al municipio e nel corso dei due giorni successivi diversi uffici pubblici vennero attaccati e oltre 400 manifestanti furono arrestati, 66 deferiti al Tribunale Militare. Il 18 ottobre il governo dichiarò la legge marziale e il giorno stesso le proteste si diffusero all'università di Kyungnam a Masan. Più di 10.000 persone, soprattutto studenti e lavoratori, si unirono alla rivolta contro il sistema Yushin. La violenza si intensificò rapidamente con attacchi contro le stazioni di polizia e gli uffici del partito in carica.
La Korea Central Intelligence Agency controlla l'intero paese, con oltre quarantamila dipendenti regolari e un milione di corrispondenti. I lavoratori scioperanti, i manifestanti o coloro che firmano semplici petizioni rischiano lunghe pene detentive e torture. L'intera azienda è sotto costante sorveglianza. Nel 1975, Park ordinò che le strade di Seoul fossero "liberate" dai senzatetto. Migliaia di persone vengono catturate dalla polizia e inviate in 36 campi. I detenuti sono stati poi utilizzati dalle autorità come lavoro gratuito e costantemente sottoposti a trattamenti degradanti.

## Assassinio
Il 26 ottobre 1979 Park venne ucciso da Kim Jae-gyu, il direttore della KCIA, durante un banchetto nel rifugio di Gungjeong-dong, Jongno-gu a Seul. Kim uccise anche il capo delle guardie, Cha Ji-chul, mentre altri agenti della KCIA sopraggiunti spararono e uccisero altre quattro guardie presidenziali. Arrestati dai soldati del Capo dell'esercito della Corea del Sud, i responsabili vennero torturati e condannati a morte.
L'assassinio di Park venne interpretato in modi diversi: atto individuale o tentato colpo di stato organizzato dai servizi segreti. Kim affermò in seguito che Park era divenuto un ostacolo per la democrazia e che la sua uccisione era da considerarsi un atto patriottico. Il capo delle investigazioni, Chun Doo-hwan, ritenne che Kim aveva agito solo per preservare il suo potere personale.
Park, in quanto buddhista, ottenne il primo funerale di Stato interreligioso il 3 novembre a Seul. Venne seppellito con tutti gli onori militari al cimitero nazionale. Kim Jae-gyu venne invece giustiziato con l'impiccagione il 24 maggio 1980, ma il motivo dell'omicidio di Park rimane ancora poco chiaro.

## Vita privata
Park era sposato con Kim Ho-nam, da cui ebbe una figlia. Dopo il divorzio, sposò Yuk Young-soo (colpita a morte il 15 agosto 1974 nel corso di un tentativo di assassinio contro il marito), con cui ha avuto due figlie e un figlio. La figlia più anziana, Park Geun-hye, è diventata una politica ed è stata la prima donna presidente della Corea del Sud, eletta alle elezioni presidenziali nel dicembre 2012 contro il candidato liberale Moon Jae-in.

## Eredità
Park rimane una figura controversa in Corea dei Sud: i 18 anni di governo sono considerati uno degli argomenti più discussi dall'opinione pubblica, dai politici e dagli studiosi sia in Corea che all'estero.
Un gran numero di sudcoreani, specialmente quelli della regione natale di Yeongnam, vedono in Park uno dei più grandi leader della storia del paese e l'artefice del “Miracolo sul fiume Han”, ossia della crescita industriale ed economica della Corea del Sud, che da paese sottosviluppato diventerà in pochi decenni una potenza industriale.
Per altri Park è stato un dittatore, un governante accentratore e autoritario, incurante del rispetto dei diritti civili e politici, impegnato a colpire duramente ogni forma di opposizione, a partire dai suoi avversari politici.
Nel 2015 la Gallup coreana ha fatto un sondaggio sul miglior presidente nella storia della Corea: Park è risultato in cima alla classifica con l'indice di gradimento del 44%.